# Syrena (ssaki)
Syrena (Hydrodamalis) – wymarły rodzaj ssaka z rodziny diugoniowatych (Dugongidae).

## Zasięg występowania
Rodzaj obejmował gatunki występujące w Oceanie Spokojnym.

## Systematyka
Rodzaj zdefiniował w 1794 roku szwedzki lichenolog Anders Jahan Retzius na łamach Kungl. Svenska vetenskapsakademiens handlingar. Na gatunek typowy Retzius wyznaczył (oznaczenie monotypowe) syrenę morską (H. gigas).

### Etymologia
- Manati: hiszp. manatí „manat, krowa morska”, od hait. manati „duży bóbr”[18]. Gatunek typowy: Manati gigas E.A.W. Zimmermann, 1780.
- Hydrodamalis: gr. ὑδρο- hudro- „wodny-”, od ὑδωρ hudōr, ὑδατος hudatos „woda”; δαμαλις damalis „młoda krowa, jałówka”[19].
- Sirene: gr. σειρην seirēn „syrena”[20]. Gatunek typowy: Trichechus Manatus borealis J.F. Gmelin, 1788 (= Manati gigas E.A.W. Zimmermann, 1780).
- Manatus: hiszp. manatí „manat, krowa morska”, od hait. manati „duży bóbr”[18]. Gatunek typowy: Trichechus Manatus borealis J.F. Gmelin, 1788 (= Manati gigas E.A.W. Zimmermann, 1780).
- Rytina (Rhytina): gr. ρυτις rutis „zmarszczka, fałda”[21]. Gatunek typowy: Trichechus Manatus borealis J.F. Gmelin, 1788 (= Manati gigas E.A.W. Zimmermann, 1780).
- Dystomus: gr. δυσ- dus- „mocny”; στομα stoma, στοματος stomatos „usta”[22]. Gatunek typowy: Fischer nie określił żadnego typu nomenklatorycznego.
- Nepus: gr. νεπους nepous „beznogi”[23]. Gatunek typowy: Hydrodamalis stelleri Retzius, 1794 (= Manati gigas E.A.W. Zimmermann, 1780).
- Stellera (Stellerus): Georg Wilhelm Steller (urodzony jako Stöhler) (1709–1746), niemiecki przyrodnik, odkrywca w służbie rosyjskiej, brał udział w wyprawie Vitusa Beringa do obecnej Alaski w latach 1740–1742[24][25]. Gatunek typowy: Bowdich nie określił żadnego typu nomenklatorycznego; Desmarest podał Trichechus Manatus borealis J.F. Gmelin, 1788 (= Manati gigas E.A.W. Zimmermann, 1780).
- Haligyna: gr. ἁλι- hali- „morski”, od ἁλς hals, ἁλος halos „morze”; γυνη gunē, γυναικος gunaikos[26]. Gatunek typowy: Trichechus Manatus borealis J.F. Gmelin, 1788 (= Manati gigas E.A.W. Zimmermann, 1780).

### Podział systematyczny
Do rodzaju należał jeden żyjący w czasach historycznych gatunek:
- Hydrodamalis gigas (Zimmermann, 1780) – syrena morska

Opisano również wymarły gatunek z pliocenu Kalifornii:
- Hydrodamalis cuestae Domning, 1978